# Sant Lluís de la Granja
Sant Lluís de la Granja és la capella del Castell de la Granja, seu actual del Lycée Alfred Sauvy, del terme comunal de Vilallonga dels Monts, a la comarca del Rosselló (Catalunya del Nord).
Està situada al bell mig del recinte del Castell de la Granja, a l'extrem nord del terme de Vilallonga dels Monts.